# Cheryl Burke
Cheryl Bautista Burke (ur. 3 maja 1984) – amerykańska tancerka.

## Życiorys
Dorastała w Atherton w Kalifornia. Jest filipińsko-rosyjsko-irlandzkiego pochodzenia. W wieku czterech lat rozpoczęła edukację baletową. Potem zaczęła tańczyć tańce towarzyskie.
Zimą 2006 zadebiutowała jako trenerka tańca w programie Dancing with the Stars. W programie uczyła tańca osobistości medialne, takie jak: Drew Lachey (wygrali 2. edycję), Emmitt Smith (wygrali 3. edycję i zajęli 4. miejsce w 15., specjalnej edycji), Ian Ziering (4. miejsce w 4. edycji), Wayne Newton (10. miejsce w 5. edycji), Cristián de la Fuente (3. miejsce w 6. edycji), Maurice Greene (5. miejsce w 7. edycji), Gilles Marini (2. miejsce w 8. edycji), Tom DeLay (13. miejsce w 9. edycji),  Chad Ochocinco (4. miejsce w 10. edycji), Rick Fox (6. miejsce w 11. edycji), Chris Jericho (7. miejsce w 12. edycji), Rob Kardashian (2. miejsce w 13. edycji), William Levy (3. miejsce w 14. edycji), D. L. Hughley (9. miejsce w 16. edycji), Jack Osbourne (3. miejsce w 17. edycji), Drew Carey (8. miejsce w 18. edycji), Antonio Sabato Jr. (8. miejsce w 19. edycji), Ryan Lochte (7. miejsce w 23. edycji), Terrell Owens (6. miejsce w 25. edycji) i Juan Pablo Di Pace (5. miejsce w 27. edycji).
W 2017 zastąpiła Abby Lee Mller w programie Dance Moms.

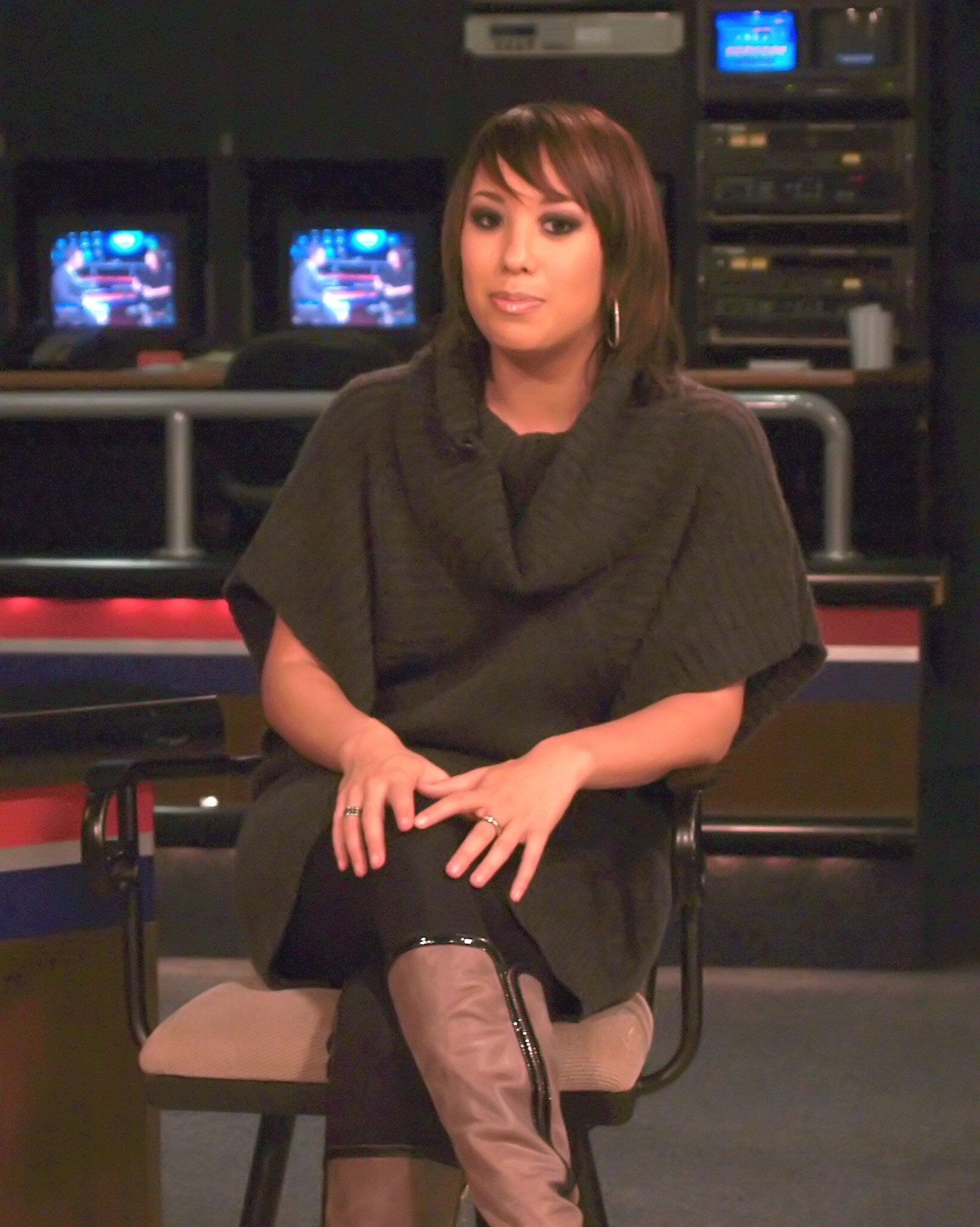
Cheryl Burke (2008)

## Nagrody i wyróżnienia
- 2005: World Cup Professional Rising Star Latin Champion
- 2005: San Francisco Latin Champion
- 2005: Ohio Star Ball Rising Star Latin Champion
- Mistrzostwa Wielkiej Brytanii
- 4. miejsce w USA w kategorii Poniżej 21 r.ż.